# Корренс, Карл
Карл Корренс или Карл Эрих Корренс (нем. Carl Correns или нем. Carl Erich Correns, или нем. Кarl Correns, или нем. Carl Erich Franz Joseph Correns, или нем. Carl Franz Joseph Erich Correns, 19 сентября 1864 — 14 февраля 1933) — немецкий биолог, ботаник, миколог, профессор, профессор ботаники, почётный профессор Берлинского университета, профессор биологии, пионер генетики в Германии, один из первооткрывателей законов Менделя. 

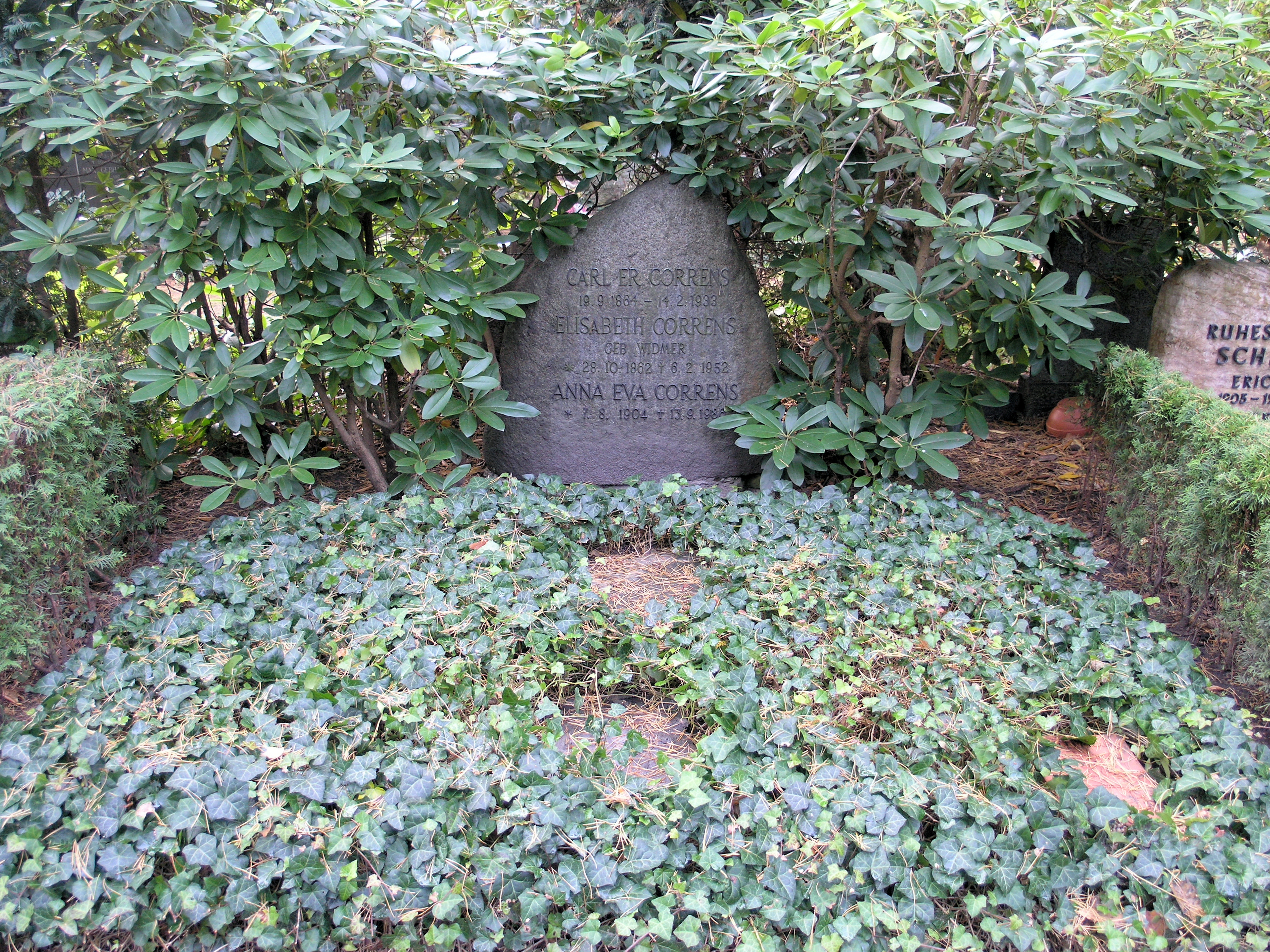
Могила Карла Корренса в Далеме, 25 октября 2010

## Биография
Карл Корренс родился в Мюнхене 19 сентября 1864 года. Его отец был художником. Потеряв обоих родителей в раннем возрасте, Корренс был воспитан своей тётей; в начальной школе учился в Санкт-Галлен в Швейцарии.
С 1885 по 1888 год он изучал ботанику в Граце, Берлине и в Лейпциге. В 1885 году Корренс поступил в Мюнхенский университет. Карл Вильгельм фон Негели преподавал Карлу Корренсу ботанику; зная, что у Корренса нет родителей, он старался помочь ему в учёбе. Негели был тем, кто привил ему интерес к изучению признаков наследственности у растений; он также оказывал Корренсу помощь в написании диссертации. В 1892 году Карл Корренс женился на Элизабет, внучатой племяннице Карла Вильгельма фон Негели. Два сына Корренса также были видными учёными: минералог Вильгельм Карл Корренс (1893—1980) и химик Эрих Корренс (1896—1981).
По окончании Мюнхенского университета, после завершения диссертации, Карл Корренс получил в 1889 году степень доктора и стал преподавателем в университете Тюбингена. С 1897 года он был профессором Тюбингенского университета. В 1899 году Карл Корренс стал профессором ботаники в университете Тюбингена. В 1902 году он стал профессором ботаники в университете Мюнстера и директором Ботанического института и Ботанического сада. В 1903—1907 годах Карл Корренс был профессором Лейпцигского университета, а в 1909—1914 годах Мюнстерского университета. Он был также почётным профессором Берлинского университета.
Карл Корренс был членом немецкого общества естествоиспытателей «Леопольдина». В 1914—1933 годах Корренс был директором института биологии в Берлине. В 1920 году он стал профессором биологии. Он был членом Королевской Прусской Академии наук в Берлине с 1915 по 1919 год и членом Прусской Академии наук в Берлине с 1919 по 1933 год. В 1932 году Корренс был награждён Лондонским королевским обществом, получив Медаль Дарвина. В том же году он получил Медаль Гарнака.
Карл Корренс умер в Берлине 14 февраля 1933 года. Он был похоронен на лесном кладбище Далема, что находится на юго-западе Берлина, округ Штеглиц-Целендорф. В его честь в 1938 году был открыт треугольный парк в непосредственной близости от Института Кайзера. Многие работы Корренса так и остались неопубликованными и были уничтожены в результате бомбардировки Берлина в 1945 году.

## Научная деятельность
Карл Корренс специализировался на Мохообразных, водорослях, семенных растениях и на микологии. Основная заслуга Корренса заключается во вторичном открытии и подтверждении (одновременно с голландцем Xуго де Фризом и австрийцем Эрихом Чермаком) законов наследственности, установленных Грегором Менделем. Первые результаты исследований Корренса о явлении наследственности у растений были опубликованы в 1900 году. Труды Карла Корренса посвящены дальнейшему изучению явлений наследственности у растений: ксений, определению пола, пестролистности и плазматической наследственности. Корренс привёл первые доказательства плазматической наследственности в своей работе 1909 года о пестролистности Mirabilis jalapa. В основе этой наследственности лежит то, что хлоропласты (органоиды, осуществляющие фотосинтез), наследуются исключительно по материнской линии. В 1908 году Карл впервые описал ген, входящий в состав внеядерного генома. Корренс предвосхитил понимание закономерностей сцепления и обмена наследственных факторов в хромосомах (1902) и менделевского наследования пола у растений.

## Научные работы
- G. Mendels Regel über das Verhalten der Nachkommenschaft der Rassenbastarde, Berichte der Deutschen Botanischen Gesellschaft 18 (1900), 158—168.
- Über Levkojenbastarde – Zur Kenntnis der Grenzen der Mendelschen Regeln, Botanisches Centralblatt 84 (1900), 1—16 (erstmalige Beschreibung der Genkopplung)
- Experimentelle Untersuchungen über die Entstehung der Arten auf botanischem Gebiet, Archiv für Rassen- und Gesellschafts-Biologie 1 (1904), 27—52.
- Die Bestimmung und Vererbung des Geschlechtes, nach Versuchen mit höheren Pflanzen, Verhandlungen der Gesellschaft Deutscher Naturforscher und Ärzte 1907, 794—802.
- Zur Kenntnis der Rolle von Kern und Plasma bei der Vererbung, Zeitschrift für induktive Abstammungs- und Vererbungslehre 1 (1909), 291—328.